# Leucanopsis taperana
Leucanopsis taperana là một loài bướm đêm thuộc phân họ Arctiinae, họ Erebidae.